# Geneva Open 2022
Giải quần vợt Geneva Mở rộng 2022 (được tài trợ bởi Gonet) là một giải quần vợt nam thi đấu trên mặt sân đất nện ngoài trời. Đây là lần thứ 19 Giải quần vợt Geneva Mở rộng được tổ chức và là một phần của ATP Tour 250 trong ATP Tour 2022. Giải đấu diễn ra tại Tennis Club de Genève ở Geneva, Thụy Sĩ, từ ngày 15 đến ngày 21 tháng 5 năm 2022.

## Điểm và tiền thưởng

### Phân phối điểm
| Sự kiện | VĐ  | CK  | BK | TK | Vòng 1/16 | Vòng 1/32 | Q  | Q2 | Q1 |
| Đơn     | 250 | 150 | 90 | 45 | 20        | 0         | 12 | 6  | 0  |
| Đôi     | 250 | 150 | 90 | 45 | 0         | —         | —  | —  | —  |

### Tiền thưởng
| Sự kiện | VĐ      | CK      | BK      | TK      | Vòng 1/16 | Vòng 1/32 | Q2     | Q1     |
| Đơn     | €41,145 | €29,500 | €21,000 | €14,000 | €9,000    | €5,415    | €2,645 | €1,375 |
| Đôi*    | €15,360 | €11,000 | €7,250  | €4,710  | €2,760    | —         | —      | —      |

*mỗi đội

## Nội dung đơn

### Hạt giống
| Quốc gia | Tay vợt              | Xếp hạng1 | Hạt giống |
| -------- | -------------------- | --------- | --------- |
|          | Daniil Medvedev      | 2         | 1         |
| NOR      | Casper Ruud          | 10        | 2         |
| CAN      | Denis Shapovalov     | 16        | 3         |
| USA      | Reilly Opelka        | 17        | 4         |
| GEO      | Nikoloz Basilashvili | 25        | 5         |
| USA      | Tommy Paul           | 34        | 6         |
| ARG      | Federico Delbonis    | 39        | 7         |
| KAZ      | Alexander Bublik     | 41        | 8         |

- Bảng xếp hạng vào ngày 9 tháng 5 năm 2022.[3] [4]

### Vận động viên khác
Đặc cách:
- Ričardas Berankis
- Daniil Medvedev
- Leandro Riedi

Vượt qua vòng loại:
- Facundo Bagnis
- Marco Cecchinato
- Johan Nikles
- Christopher O'Connell

### Rút lui
Trước giải đấu
- Roberto Bautista Agut → thay thế bởi  Emil Ruusuvuori
- Laslo Đere → thay thế bởi  Thanasi Kokkinakis
- Márton Fucsovics → thay thế bởi  Richard Gasquet
- Mackenzie McDonald → thay thế bởi  Kamil Majchrzak
- Jan-Lennard Struff → thay thế bởi  Pablo Andújar

## Nội dung đôi

### Hạt giống
| Quốc gia | Tay vợt           | Quốc gia | Tay vợt           | Xếp hạng1 | Hạt giống |
| -------- | ----------------- | -------- | ----------------- | --------- | --------- |
| CRO      | Nikola Mektić     | CRO      | Mate Pavić        | 10        | 1         |
| GBR      | Jamie Murray      | BRA      | Bruno Soares      | 38        | 2         |
| ESA      | Marcelo Arévalo   | NED      | Jean-Julien Rojer | 49        | 3         |
| MEX      | Santiago González | ARG      | Andrés Molteni    | 62        | 4         |

- Bảng xếp hạng vào ngày 9 tháng 5 năm 2022.

### Vận động viên khác
Đặc cách:
- Jakub Paul /  Leandro Riedi
- Ivan Sabanov /  Matej Sabanov

Thay thế:
- Pablo Andújar /  Matwé Middelkoop
- Sadio Doumbia /  Fabien Reboul

### Rút lui
Trước giải đấu
- Sander Arends /  Tallon Griekspoor → thay thế bởi  Sander Arends /  Szymon Walków
- Rohan Bopanna /  Matwé Middelkoop → thay thế bởi  Pablo Andújar /  Matwé Middelkoop
- Alexander Bublik /  Márton Fucsovics → thay thế bởi  Alexander Bublik /  Thanasi Kokkinakis
- Lloyd Glasspool /  Harri Heliövaara → thay thế bởi  Sadio Doumbia /  Fabien Reboul
- Andrey Golubev /  Fabrice Martin → thay thế bởi  Romain Arneodo /  Fabrice Martin
- Julio Peralta /  Franko Škugor → thay thế bởi  Francisco Cabral /  João Sousa
- Tim Pütz /  Michael Venus → thay thế bởi  Luke Saville /  John-Patrick Smith

## Nhà vô địch

### Đơn
- Casper Ruud đánh bại  João Sousa, 7–6(7–3), 4–6, 7–6(7–1)

### Đôi
- Nikola Mektić /  Mate Pavić đánh bại  Pablo Andújar /  Matwé Middelkoop, 2–6, 6–2, [10–3]